# Algerijnse luchtmacht
De Algerijnse luchtmacht (القوات الجوية الجزائرية, Al Quwwat aljawwiya aljaza'eriiya, QJJ) is de luchtmacht van het Algerijnse Volksstrijdkrachten. Ze werd opgericht in 1962, het jaar dat Algerije onafhankelijk werd van Frankrijk, en bestaat uit ruim 300 toestellen. Daaronder zijn gevechts-, transport-, tank-, patrouille- en opleidingsvliegtuigen en zo'n 150 helikopters. Er wordt geopereerd vanaf zestien luchtmachtbases.
Het land begon met Russische, Egyptische en Amerikaanse toestellen. De gevechtsvliegtuigen werden voornamelijk in de Sovjet-Unie aangeschaft. De MiG-21 vormde tot 2003 de ruggengraat van de luchtmacht. Sindsdien is dat de MiG-29. In 2006 sloot de Algerijnse luchtmacht een contract met Rusland voor de levering van onder meer moderne Soe-30-gevechtsvliegtuigen. Er werden ook C295-transportvliegtuigen en Mi-171-transporthelikopters aangekocht.
Op 11 april 2018 kwamen 257 militairen (10 bemanningsleden en 247 passagiers) om het leven toen een Iljoesjin Il-76 vlak na vertrek van de luchtmachtbasis in Boufarik neerstortte.

## Inventaris

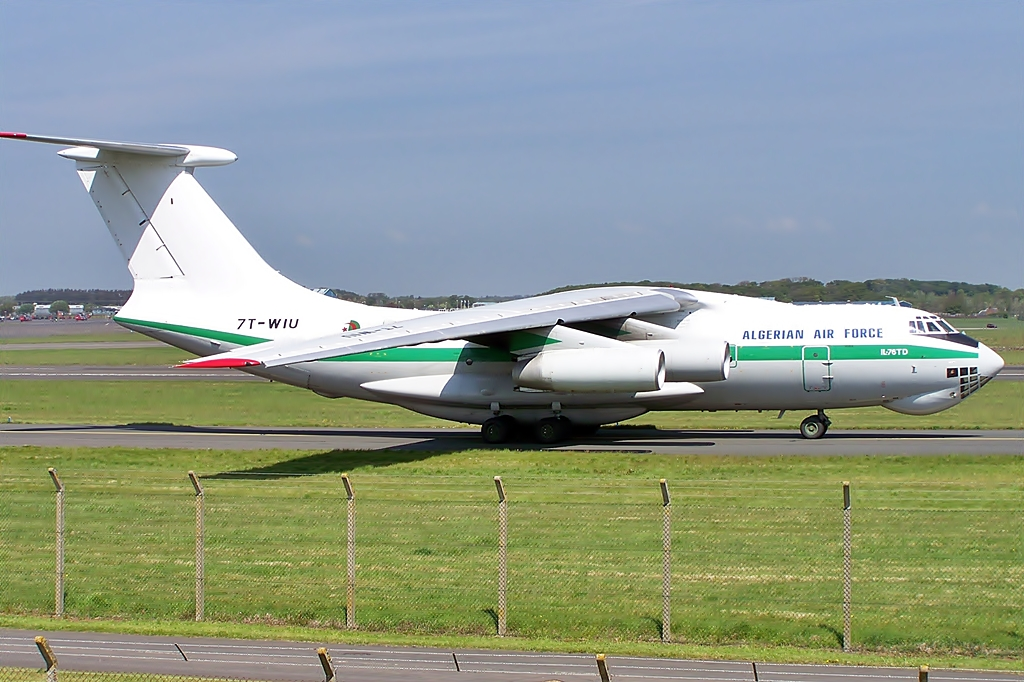
Een Algerijnse Il-76

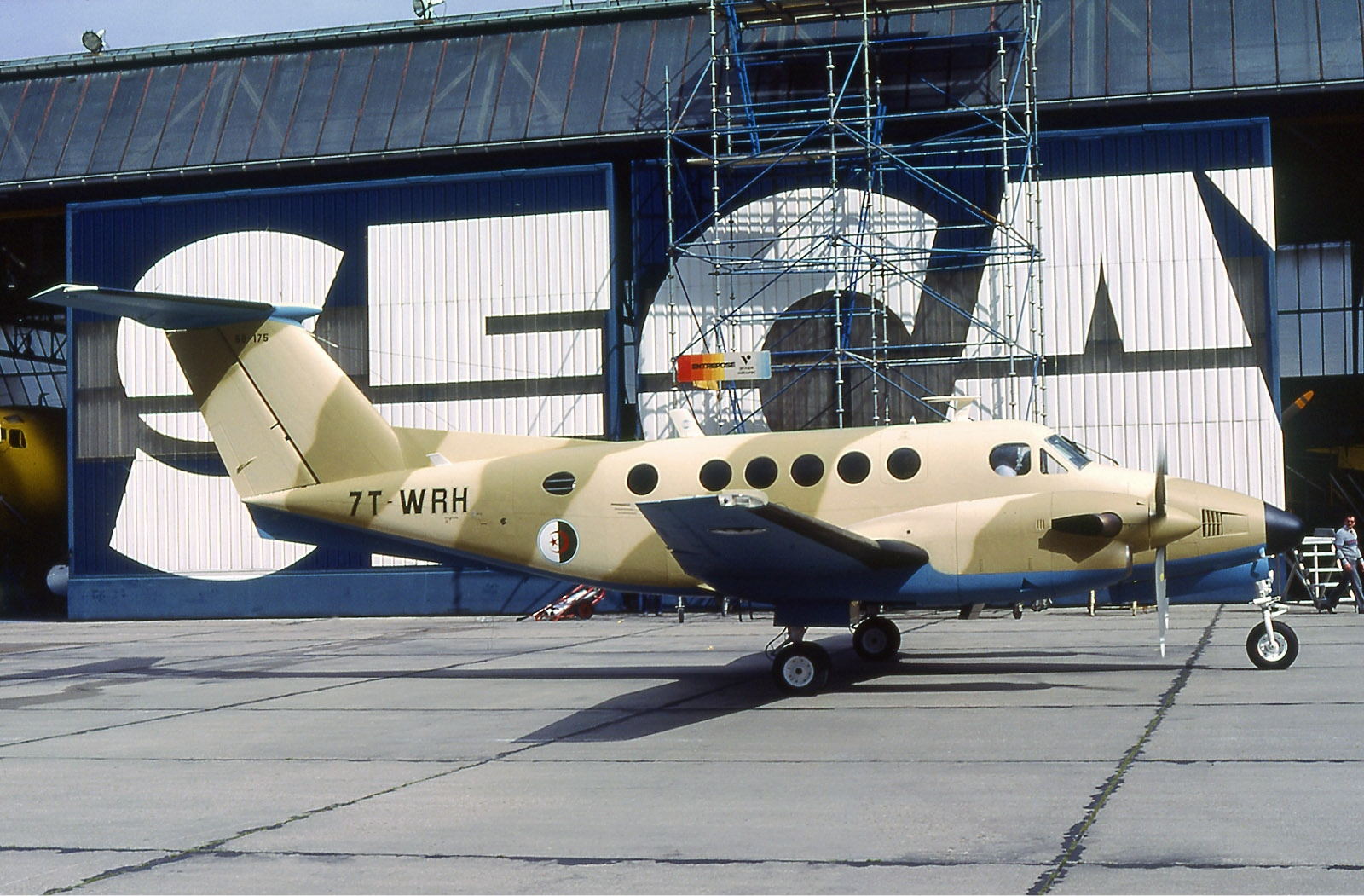
Een Algerijnse Beechcraft 200 Super King Air

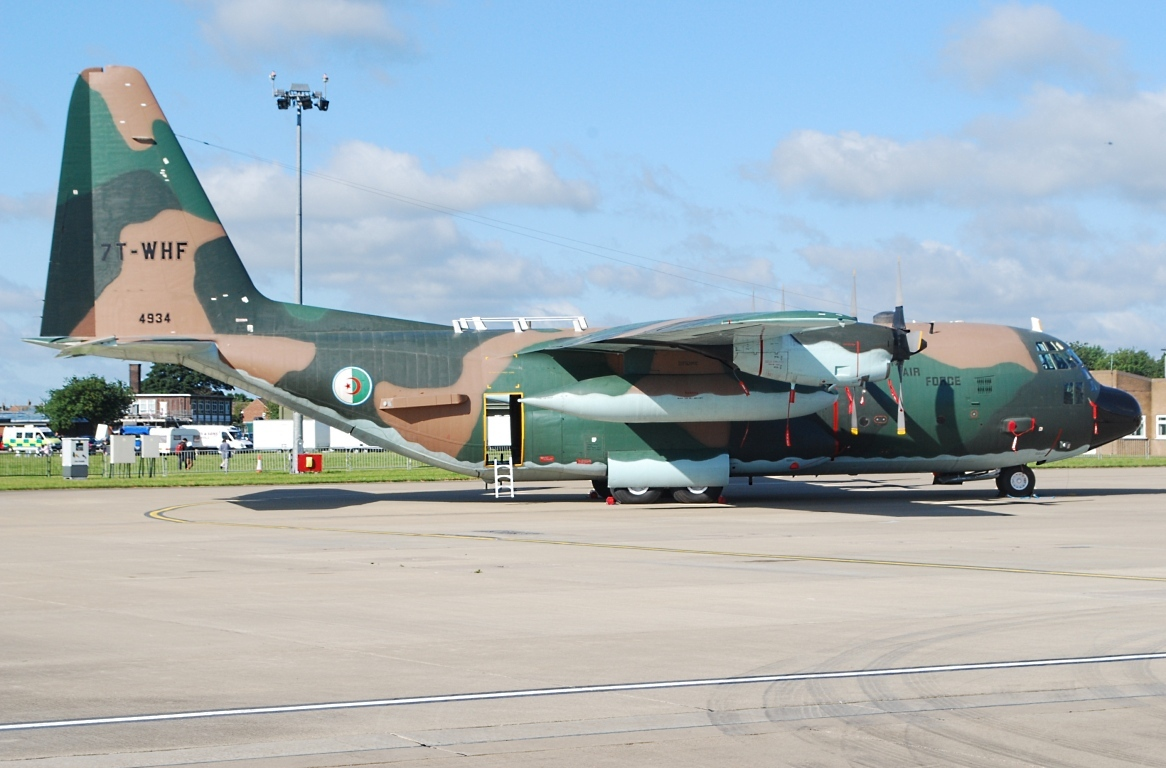
Een Algerijnse C-130 Hercules

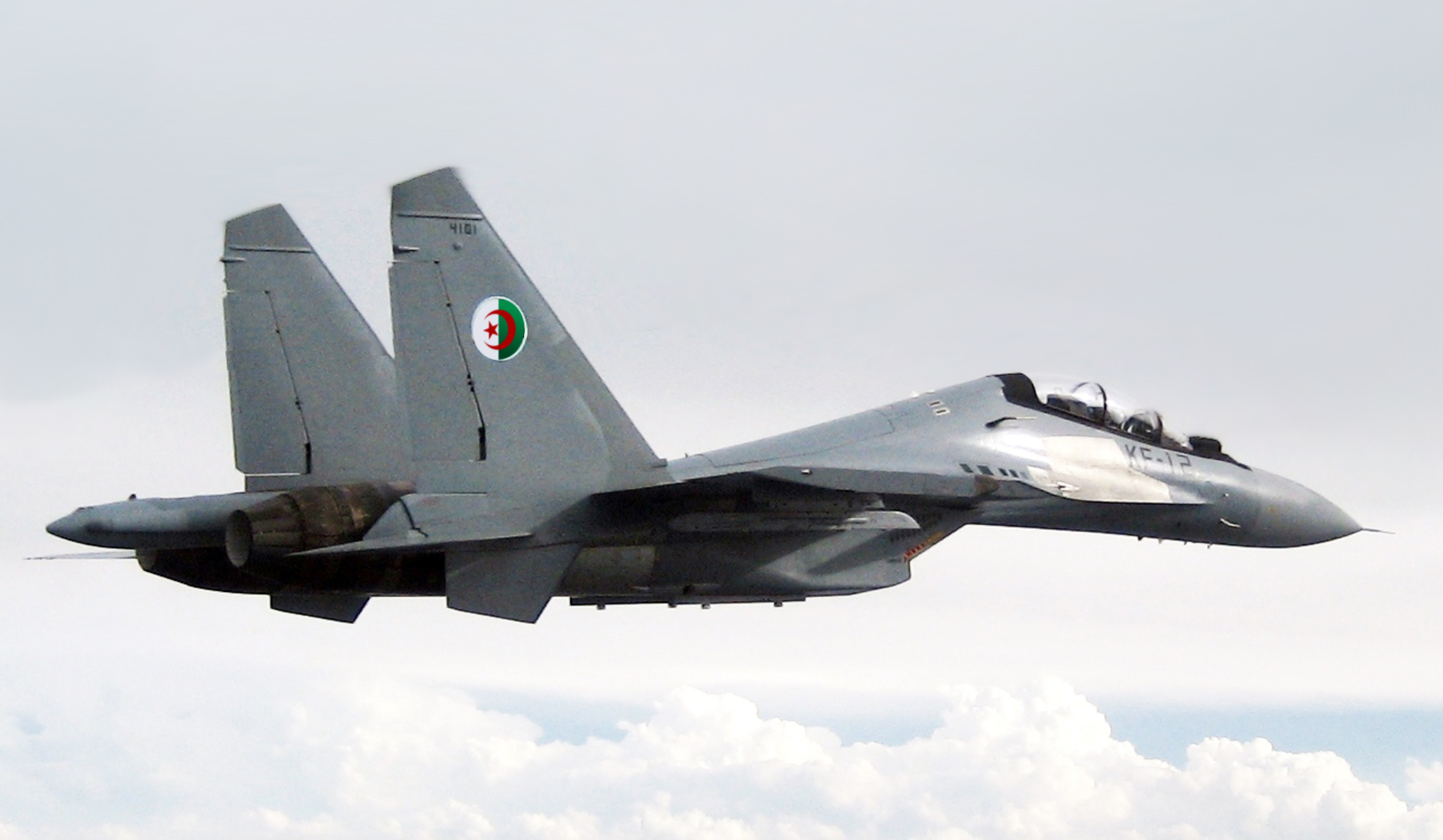
Een Algerijnse Soe-30MKA

| Vliegtuig                 | Herkomst             | Variant             | Rol                                         | Aantal              | Opmerking                                         |
| Gevechtsvliegtuigen       | Gevechtsvliegtuigen  | Gevechtsvliegtuigen | Gevechtsvliegtuigen                         | Gevechtsvliegtuigen | Gevechtsvliegtuigen                               |
| ------------------------- | -------------------- | ------------------- | ------------------------------------------- | ------------------- | ------------------------------------------------- |
| Mikojan-Goerevitsj MiG-29 | Sovjet-Unie          | MiG-29S/UB/M2       | Straaljager                                 | 33                  | nog 12 besteld                                    |
| Soechoj Soe-24            | Sovjet-Unie          | Soe-24M2/MR         | Aanvalsvliegtuig                            | 22                  |                                                   |
| Soechoj Soe-30            | Sovjet-Unie/ Rusland | Soe-30MKA           | Straaljager                                 | 57                  | nog 16 besteld                                    |
| Soechoj Soe-57            | Rusland              | Soe-57E             | Multirole gevechtsvliegtuig                 |                     | Onbekend nummer besteld. Bevestigd op Aeroindia25 |
| Verkenning                |                      |                     |                                             |                     |                                                   |
| Beechcraft 1900           | Verenigde Staten     | 1900D               | Luchtverkenning                             | 6                   |                                                   |
| Tankvliegtuigen           |                      |                     |                                             |                     |                                                   |
| Iljoesjin Il-78           | Sovjet-Unie/ Rusland | Il-78MP             | Tankvliegtuig                               | 5                   |                                                   |
| Transport                 |                      |                     |                                             |                     |                                                   |
| Beechcraft 1900           | Verenigde Staten     | 1900D               | Transport                                   | 6                   |                                                   |
| Lockheed C-130 Hercules   | Verenigde Staten     | C-130H              | Transport                                   | 14                  |                                                   |
| Lockheed C-130 Hercules   | Verenigde Staten     | LM-100J             | Transport                                   | 2                   |                                                   |
| Lockheed C-130 Hercules   | Verenigde Staten     | C-130J              | Transport                                   | -                   | 4 besteld                                         |
| Beechcraft King Air       | Verenigde Staten     | 90/200/350          | Varia                                       | 20                  |                                                   |
| Pilatus PC-6              | Zwitserland          |                     | Varia                                       | 2                   |                                                   |
| CASA C295                 | Spanje               |                     | Transport                                   | 5                   |                                                   |
| Iljoesjin Il-76           | Sovjet-Unie/ Rusland |                     | Transport                                   | 11                  |                                                   |
| Opleidingsvliegtuigen     |                      |                     |                                             |                     |                                                   |
| Zlín Z-43                 | Tsjechië             | Safir 43            | Opleidingsvliegtuig                         | 5                   | Onder licentie geproduceerd in Algerije           |
| Zlín Z-42                 | Tsjechië             | Fernas 142          | Opleidingsvliegtuig                         | 46                  | Onder licentie geproduceerd in Algerije           |
| Aero L-39 Albatros        | Tsjechië             |                     | Opleidingsvliegtuig                         | 55                  |                                                   |
| Jakovlev Jak-130          | Rusland              |                     | Opleidingsvleigtuig/licht gevechtsvliegtuig | 16                  |                                                   |
| Helikopters               |                      |                     |                                             |                     |                                                   |
| Bell 412                  | Verenigde Staten     |                     | Varia                                       | 3                   |                                                   |
| PZL Mi-2                  | Polen                |                     | Varia                                       | 22                  |                                                   |
| Mil Mi-17                 | Sovjet-Unie/ Rusland | Mi-171 / Sh2        | Varia                                       | 138                 |                                                   |
| Mil Mi-24                 | Sovjet-Unie/ Rusland |                     | Aanvalshelikoper                            | 33                  |                                                   |
| Mil Mi-26                 | Sovjet-Unie/ Rusland | Mi-26T2             | Transport                                   | 14                  |                                                   |
| Mil Mi-28                 | Sovjet-Unie/ Rusland |                     | Aanvalshelikoper                            | 17                  | Nog 25 besteld                                    |
| Kamov Ka-27               | Sovjet-Unie/ Rusland | Ka-32               | Varia                                       | 3                   |                                                   |
| Eurocopter AS355          | Frankrijk            |                     | Varia                                       | 14                  |                                                   |
| AgustaWestland AW139      | Italië               |                     | Varia                                       | 11                  |                                                   |
| PZL W-3 Sokół             | Polen                |                     | Opleidingshelikopter/Varia                  | 8                   |                                                   |
| AgustaWestland AW119      | Italië               |                     | Opleidingshelikopter                        | 9                   |                                                   |